# Одеваре, Жозеф-Дени
Жозеф-Дени Одеваре (нидерл. Joseph-Denis Odevaere, 2 декабря 1775, Брюгге — 26 февраля 1830, Брюссель) — голландский художник, представитель неоклассицизма. Придворный художник короля Нидерландов Виллема I.

## Биография
В Академии искусств Брюгге был учеником Франсуа Винкельмана и Франсуа ван дер Донкта. В 1796 году получил премию академии и отправился на учёбу в Париж. Там учился у Жозефа-Бенуа Сюве и Жака-Луи Давида. В 1804 году выиграл Римскую премию за картину «Смерть Фокиона». C 1805 по 1812 год жил и работал в Риме. Преподавал в Академии Святого Луки.
В 1813 году получил золотую медаль от Наполеона. В 1815 году стал придворным художником короля Нидерландов Виллема I и вернулся в Брюгге. В 1816 году Одеваре получил золотую медаль от города Брюгге за действия по возвращению предметов искусства в Нидерланды, вывезенных армией Наполеона.
В период с 1825 по 1829 год Одеваре пишет несколько работ, посвящённых Греческой революции, подписываясь как «Жозеф Дионисий Одеваре». Также пишет несколько трактатов по искусствоведению. Стал членом-корреспондентом Нидерландской королевской академии и почётным членом Академии Святого Луки.
26 февраля 1830 года умер в Брюсселе.